# Clais
Clais é uma comuna francesa na região administrativa da Normandia, no departamento de Sena Marítimo. Estende-se por uma área de 12,29 km². Em 2010 a comuna tinha 266 habitantes (densidade: 21,6 hab./km²).